# Anagyrus clauseni
Anagyrus clauseni är en stekelart som beskrevs av Timberlake 1924. Anagyrus clauseni ingår i släktet Anagyrus och familjen sköldlussteklar. Inga underarter finns listade i Catalogue of Life.